# Theo Corbeanu
Theodor « Theo » Corbeanu né le 17 mai 2002 à Burlington en Ontario, est un joueur international canadien de soccer jouant au poste d’attaquant au Toronto FC.

## Biographie

### Parcours en club
Né à Burlington, en Ontario,, il commence à jouer au soccer dans plusieurs clubs d'Hamilton avant de rejoindre l'académie du Toronto FC en 2016,,. Il fait également un essai avec l'équipe anglaise de Leicester City, il rejoint toutefois finalement l'académie des Wolverhampton Wanderers en août 2018,,,,. Le 14 octobre 2020, il signe un nouveau contrat avec les Wolves qui le lie au club jusqu'en 2023. Rapidement, il commence à s'entraîner régulièrement avec l'équipe senior des Wolves,,,.
Il fait ses débuts en Premier League le 16 mai 2021, en remplaçant Fábio Silva en fin de rencontre contre Tottenham Hotspur (défaite 2-0),,,.
Le 2 août 2021, il est prêté à Sheffield Wednesday, tout juste relégué en League One. Il fait ses débuts en League One, le 28 août, lors d'un match face à Morecambe. Il entre à la 66e minute de jeu en remplacement Callum Paterson (défaite 1-0). Le 2 novembre, il est l'auteur d'une grande prestation face à Sunderland. En effet, non seulement il inscrit son premier but en pro, mais il délivre également une passe décisive, contribuant largement à la victoire des siens par trois buts à zéro,.
Il est rappelé de son prêt par Wolverhampton le 6 janvier 2022,. Il ne reste pas à Wolverhampton puisqu'il est envoyé en prêt pour six mois à Milton Keynes Dons ce même 6 janvier,,.
Le 28 juillet 2022, il est prêté à Blackpool FC, qui évolue en Championship.
Le 20 janvier 2023, le club de 2. Bundesliga Arminia Bielefeld a annoncé avoir signé Corbeanu en prêt en provenance de Wolves pour le reste de la saison. Le 4 juillet 2023, il a signé avec le Grasshopper Club Zürich dans la Swiss Super League pour une saison en prêt. Il rejoint le champion suisse avec son coéquipier prêté par Wolves, Nigel Lonwijk. Il a été sélectionné dans le onze de départ du premier match de la saison le 22 juillet 2023 et a délivré la passe décisive pour le seul but de Grasshopper dans une défaite à domicile 1-3 contre le Servette FC. Son prêt a été écourté à la suite d'un changement de propriété aux Grasshoppers, et il est retourné à Wolves le 19 janvier 2024.
Le 1er février 2024, Corbeanu a signé avec le club de La Liga Granada. Il a fait ses débuts deux jours plus tard contre Las Palmas, entrant en jeu en tant que remplaçant de Facundo Pellistri. Il a marqué son premier but pour son nouveau club le 3 mars, marquant un but de consolation tardif contre Villareal lors d'une défaite 5-1.

### Parcours en sélection
Possédant à la fois la nationalité canadienne et roumaine,,, il est éligible pour la sélection canadienne mais aussi pour la Roumanie, pays dont il possède des origines. En sélection de jeune il commence à jouer avec la Roumanie, mais représente finalement plus tard le Canada,,,,.
Le 23 mars 2021, Theo Corbeanu est appelé en sélection canadienne pour la première fois par le sélectionneur John Herdman pour participer à deux matchs des éliminatoires de la Coupe du monde 2022, contre les Bermudes puis contre les îles Caïmans,. Le 25 mars 2021, il honore sa première sélection contre les Bermudes. Lors de ce match, il entre en fin de rencontre à la place de Junior Hoilett et marque son premier but en sélection à la 81e minute de la rencontre,,. Le match se solde par une victoire 5-1 des Canadiens. Quatre jours plus tard, il est pour la première fois titulaire en sélection face aux îles Caïmans. Le match se solde par une large victoire 11 à 0 des Canadiens.
Le 1er juillet 2021, il est retenu dans la liste des vingt-trois joueurs canadiens sélectionnés par John Herdman pour disputer la Gold Cup 2021. Lors de cette compétition, il joue un total de trois matchs et inscrit un but face à la Martinique. Les joueurs canadiens s'inclinent en demi-finale contre le Mexique. Le 14 décembre suivant, il est nommé jeune joueur canadien de l’année de Canada Soccer,.
Le 16 septembre 2022, il est rappelé en sélection canadienne pour deux matchs amicaux, face au Qatar et à l'Uruguay, en prévision de la Coupe du monde,.

## Statistiques

### Statistiques détaillées
| Saison                | Club                           | Championnat           | Championnat | Championnat | Championnat | Coupe nationale | Coupe nationale | Coupe nationale | Coupe de la Ligue | Coupe de la Ligue | Coupe de la Ligue | Autres compétitions | Autres compétitions | Autres compétitions | Autres compétitions | Canada | Canada | Canada | Total | Total | Total |
| Saison                | Club                           | Division              | M.          | B.          | P.d.        | M.              | B.              | P.d.            | M.                | B.                | P.d.              | Comp.               | M.                  | B.                  | P.d.                | M.     | B.     | P.d.   | M.    | B.    | P.d.  |
| 2020-2021             | Wolverhampton Wanderers        | Premier League        | 1           | 0           | 0           | 0               | 0               | 0               | -                 | -                 | -                 | -                   | -                   | -                   | -                   | 3      | 1      | 0      | 4     | 1     | 0     |
| 2021-2022             | Wolverhampton Wanderers        | Premier League        | -           | -           | -           | -               | -               | -               | -                 | -                 | -                 | -                   | -                   | -                   | -                   | 3      | 1      | 0      | 3     | 1     | 0     |
| Sous-total            | Sous-total                     | Sous-total            | 1           | 0           | 0           | 0               | 0               | 0               | -                 | -                 | -                 | -                   | -                   | -                   | -                   | 6      | 2      | 0      | 7     | 2     | 0     |
| 2021-2022             | Sheffield Wednesday (prêt)     | League One            | 13          | 2           | 2           | 2               | 0               | 0               | -                 | -                 | -                 | EFLT                | 3                   | 0                   | 1                   | -      | -      | -      | 18    | 2     | 3     |
| 2021-2022             | MK Dons (prêt)                 | League One            | 16          | 1           | 1           | -               | -               | -               | -                 | -                 | -                 | PO                  | 1                   | 0                   | 0                   | -      | -      | -      | 17    | 1     | 1     |
| 2022-2023             | Blackpool FC (prêt)            | Championship          | 17          | 3           | 0           | -               | -               | -               | 1                 | 0                 | 0                 | -                   | -                   | -                   | -                   | 1      | 0      | 0      | 19    | 3     | 0     |
| 2022-2023             | Arminia Bielefeld (prêt)       | 2.Bundesliga          | 13          | 0           | 0           | -               | -               | -               | -                 | -                 | -                 | Barrages            | 2                   | 0                   | 0                   | -      | -      | -      | 15    | 0     | 0     |
| 2023-2024             | Grasshopper Club Zurich (prêt) | Super League          | 0           | 0           | 0           | 0               | 0               | 0               | -                 | -                 | -                 | -                   | -                   | -                   | -                   | -      | -      | -      | 0     | 0     | 0     |
| Total sur la carrière | Total sur la carrière          | Total sur la carrière | 60          | 6           | 3           | 2               | 0               | 0               | 1                 | 0                 | 0                 | -                   | 5                   | 0                   | 1                   | 8      | 2      | 0      | 76    | 8     | 4     |